# WWE SmackDown vs. Raw 2006
WWE SmackDown! vs. Raw 2006 (legendado Exciting Pro Wrestling 7 no Japão), é um videojogo de luta livre profissional e desenvolvido pela Yuke's que foi lançado para PlayStation 2 e PlayStation Portable pela THQ em 2005. Faz parte da série de jogos WWE SmackDown vs. Raw baseada na promoção de wrestling profissional World Wrestling Entertainment (WWE), e é o sucessor do jogo de 2004 com o mesmo nome. SmackDown! vs. Raw 2006 também foi o primeiro jogo da série a ser lançado no PlayStation Portable.
O foco principal de 2006 é trazer mais realismo e autenticidade para a série com muitos novos recursos, rompendo com a jogabilidade arcade das versões anteriores. O jogo vê as adições das novas partidas Buried Alive e "Fulfill Your Fantasy", e a inclusão de dois novos modos no General Manager e "Create-An-Entrance".
SmackDown! vs. Raw 2006 se tornou o jogo mais vendido para o console PlayStation 2 de toda a série. Uma versão steelbook do jogo foi lançada exclusivamente na Austrália. O jogo foi sucedido por WWE SmackDown vs. Raw 2007 em 2006.

## Jogabilidade

### Jogabilidade de partida
Uma nova barra de impulso foi introduzida para determinar o fluxo da partida, substituindo as antigas limpas/sujas e SmackDown! metros. Se o jogador escolher seu lutador para lutar limpo, ele será retratado como um face, se ele escolher uma luta suja, ele será retratado como um heel. O jogador também tem que lidar com uma barra de resistência, que drena conforme os lutadores lutam; quanto mais elaborado o movimento, mais o lutador ficará cansado. No entanto, este é um recurso opcional e pode ser removido no menu de opções. O jogador tem que regenerar sua barra de resistência para evitar ficar completamente exausto e incapaz de executar. Cada personagem também tem um novo atributo de resistência, tornando mais fácil aqueles com baixa classificação de resistência. Também está incluído um novo atributo Hardcore, permitindo que aqueles com classificação alta causem mais danos ao oponente com armas.
Grapples foram aprimorados, com cada personagem tendo tipos de grapples mais especializados do que o grupo imutável de quatro grapples do jogo anterior. Cada personagem tem a escolha de três de sete grapples: Power, Speed, Technical, Brawler, Martial Arts, Luchadore e Old School. Cada personagem tem também um grapples limpo/sujo e uma grapples de submissão, totalizando cinco grapples. Um novo Irish whip de poder foi incluído, dando mais ofensa ao oponente, mas ao preço de drenar mais resistência.
O jogo inclui SummerSlam, Backlash, ECW One Night Stand, Royal Rumble, No Mercy, No Way Out, Judgment Day, Unforgiven, New Year's Revolution, Vengeance (2004), Vengeance (2005), The Great American Bash (2004), The Great American Bash (2005), Taboo Tuesday, Survivor Series e WrestleMania 21 PPV arenas, bem como a arena WrestleMania IX. Há também arenas baseadas em cada programa de televisão da WWE (Raw, SmackDown!, Heat e Velocity).
A multidão da arena também melhorou, com personagens totalmente 3D substituindo a mistura de personagens 3D e 2D nos jogos anteriores.

### Tipos de combates
WWE SmackDown! vs. Raw 2006 inclui uma partida steel cage aprimorada, agora permitindo que o jogador escape pela porta da gaiola. A partida de Bra and Panties foi substituída por uma partida Fulfill Your Fantasy, que é baseada na partida de diva baseada em trajes que ocorreu no evento pay-per-view Taboo Tuesday. Ao contrário do evento real, que é mais baseado em batalha real, esta versão envolve divas tirando seus oponentes de sutiã e calcinha, espancando e jogando tiros de travesseiro. Além disso, no modo Exibição e no modo General Manager, a partida só pode ocorrer na arena SummerSlam.
A partida Buried Alive, um recurso solicitado pelos jogadores há vários anos, finalmente faz sua estreia. A jogabilidade da partida "Buried Alive" é na verdade mais uma reminiscência de uma partida de caixão fortemente aprimorada do WWF SmackDown! 2: Know Your Role, em que o jogador tinha que prender seu oponente em um caixão para mostrar uma cena do enterro. As lutas nos bastidores também foram aprimoradas e agora incluem pessoas aleatórias (árbitros, oficiais e pessoal da WWE), com quem podem interagir, passando nos bastidores durante as partidas. No total, estão disponíveis 100 tipos de combates diferentes.

### Modos de jogo
O modo de temporada, marca registrada da série, dura dois anos no jogo, um para a marca Raw e outro para o SmackDown!. O objetivo do modo é vencer os dois principais campeonatos de ambas as marcas, o Campeonato da WWE (Raw) e o Campeonato Mundial dos Pesos Pesados (SmackDown!). O modo apresenta 100 diferentes cenas cinematográficas capturadas por movimento, narrativa em tempo real e dublagem aprimorada. Os jogadores podem escolher entre cinco vozes originais para superestrelas criadas. Um novo vestiário personalizável em 3D também está incluído.

## Roster
WWE SmackDown! vs. Raw 2006 apresenta as estreias de 20 superestrelas nos videogames, bem como os retornos de Hulk Hogan (nas versões dos anos 80, nWo "Hollywood" e dos anos 2000) e Stone Cold Steve Austin; ambos os lutadores foram deixados de fora do jogo anterior (e no caso de Hogan, WWE SmackDown! Here Comes the Pain) devido a seus sabáticos da empresa.
| RAW              | SMACKDOWN                | LENDAS                               | NÃO LUTADOR(A)          |
| ---------------- | ------------------------ | ------------------------------------ | ----------------------- |
| Big Show         | Batista                  | André the Giant                      | Eric Bischoff           |
| Carlito          | Booker T                 | Bret "The Hitman" Hart               | Jerry "The King" Lawler |
| Chavo Guerrero   | Charlie Haas             | British Bulldog                      | Jim Ross                |
| Chris Jericho    | Chris Benoit             | Hollywood Hogan                      | Jonathan Coachman       |
| Chris Masters    | Christian                | Hulk Hogan (anos 1980)               | Lilian Garcia           |
| Danny Basham     | Christy Hemme            | Hulk Hogan                           | Michael Cole            |
| Edge             | Daivari                  | Jake "The Snake" Roberts             | Mike Chioda             |
| Eugene           | Doug Basham              | Jimmy Hart                           | Mr. McMahon             |
| John Cena        | Eddie Guerrero           | Junkyard Dog                         | Nick Patrick            |
| Kane             | Heidenreich              | Mankind                              | Tazz                    |
| Kurt Angle       | John "Bradshaw" Layfield | "The Million Dollar Man" Ted DiBiase | Theodore Long           |
| Lita             | Joy Giovanni             | "Stone Cold" Steve Austin            | Tony Chimel             |
| Mark Jindrak     | Michelle McCool          | The Rock                             |                         |
| René Duprée      | Muhammad Hassan          |                                      |                         |
| Ric Flair        | Orlando Jordan           |                                      |                         |
| Rob Conway       | Paul London              |                                      |                         |
| Rob Van Dam      | Randy Orton              |                                      |                         |
| Shawn Michaels   | Rey Mysterio             |                                      |                         |
| Shelton Benjamin | Scott 2 Hotty            |                                      |                         |
| Snitsky          | Spike Dudley             |                                      |                         |
| Tajiri           | Stacy Keibler            |                                      |                         |
| The Hurricane    | Steven Richards          |                                      |                         |
| Torrie Wilson    | Sylvain Grenier          |                                      |                         |
| Triple H         | The Undertaker           |                                      |                         |
| Trish Stratus    | William Regal            |                                      |                         |